# Mark Crowe (concepteur de jeux)
Pour les articles homonymes, voir Mark Crowe.
Mark Crowe est un concepteur de jeux vidéo, artiste et écrivain américain. Il a développé plusieurs jeux d'aventure, surtout pour Sierra Entertainment et Dynamix. Il a également travaillé pour Pipeworks Software (en) comme directeur de la conception.
Crowe est surtout connu pour avoir créé la série Space Quest avec Scott Murphy (en).

## Biographie
Crowe commence à travailler au département d'art de Sierra, sur le design de boîtes et de manuels de jeu,. Il travaille par la suite sur différents jeux, dont Winnie the Pooh in the Hundred Acre Wood (en) et King's Quest II: Romancing the Throne. Il collabore ensuite avec Scott Murphy sur Taram et le Chaudron magique.
Le courant passe entre Murphy et Crowe, les deux étant notamment amateurs de science-fiction. Ils proposent les bases de Space Quest, qui prévoient quatre volets au jeu, au fondateur Ken Williams. Le jeu est un succès,,. Après Space Quest IV, Crowe déménage à Eugene (Oregon) pour travailler chez Dynamix, filière de Sierra. Il y développe Space Quest V : La Mutation suivante.
À la suite de plusieurs départs de chez Sierra et Dynamix en 1999, Crowe se joint à certains de ses anciens collègues de travail de chez Dynamix et travaille pour Pipeworks Software. Il y travaille sur plusieurs jeux, dont Godzilla: Destroy All Monsters Melee et Night at the Museum: Battle of the Smithsonian,.
En 2012, Crowe quitte Pipeworks pour fonder, avec Murphy et Chris Pope (en), la compagnie Two Guys from Andromeda. Après une campagne Kickstarter réussie, ils commencent à travailler sur SpaceVenture, successeur spirituel (en) de la série Space Quest.
En 2015, après que Murphy ait pris une pause pour raisons personnelles, Crowe et Pope travaillent sur une partie de SpaceVenture ne nécessitant pas trop de scénarisation. Ils tentent d'obtenir des fonds supplémentaire du public en rendant une partie du jeu accessible. Celle-ci devient Cluck Yegger in Escape From The Planet of The Poultroid (en) et est rendue accessible en privé aux investisseurs le 29 octobre 2015, puis publiquement le 9 novembre 2015.